# Léfini
Der Léfini ist ein rechter Nebenfluss des Kongo in der Republik Kongo.

## Verlauf
Der Fluss hat seine Quelle etwa 15 km östlich des Eckpunktes zwischen den Departements Plateaux, Pool und Lékoumou auf dem Batéké-Plateau. Er bildet in seinem Verlauf die Grenze zwischen den Departements Pool und Plateaux. Der Léfini folgt einem weiten Nord-Süd Zickzack Kurs Richtung Osten. Kurz vor seiner Mündung wird er durch die Talsperre Imboulou gestaut. Der Fluss mündet schließlich etwa 200 km oberhalb von Brazzaville in den Mittellauf des Kongos.

## Hydrometrie
Der durchschnittliche monatliche Abfluss des Léfini wurde an der hydrologischen Station in Moembe (Bwembé), über die Jahre 1951 bis 1966 gemittelt, bei dem größten Teil der Einzugsgebietsfläche in m³/s gemessen.